# 近无刺苍耳
近无刺苍耳（学名：Xanthium sibiricum var. subinerme）为菊科苍耳属下的一个变种。

## 扩展阅读
- 維基物種上的相關：近无刺苍耳